# Лосев, Вадим Юрьевич
Вадим Юрьевич Лосев (6 ноября 1951, Сызрань, Куйбышевская область, СССР — 8 мая 2023) — советский футболист, защитник.

## Карьера
Воспитанник ДЮСШ «Энергия» (Сызрань). За свою карьеру выступал в командах «Тяжмаш» Сызрань, «Крылья Советов» Куйбышев, «Динамо» Москва, «Спартак» Москва, «Фили» Москва, «Торгмаш» Люберцы и «Энергия» Ульяновск.
19 мая 1978 года провёл единственный матч за «Спартак» Москва против ЦСКА. Домашняя игра чемпионата СССР завершилась поражением «Спартака».
После завершении карьеры работал тренером в ДЮСШ «Фили» Москва, ФК «Энергия» Ульяновск, ФК «Подшипник» Москва, ДЮСШ МИФИ Москва и ДЮСШ «Спартак-2» Москва.
Скончался 8 мая 2023 года.